# Samuel (Bíblia)
Samuel (em hebraico: שְׁמוּאֵל; romaniz.: Šəmūʾēl; em grego: Σαμουήλ; romaniz.: Samouḗl; em árabe: إِشْمَوِيل; romaniz.: ʾIshmawīl) é uma figura que, nas narrativas da Bíblia hebraica, desempenha um papel fundamental na transição do período dos juízes para a instituição de um reino sob Saul, e novamente na transição de Saul para David. Além de seu papel nas Escrituras Hebraicas, Samuel é mencionado no Novo Testamento, na literatura rabínica e no segundo capítulo do Alcorão (embora aqui não pelo nome). Ele também é citado nas Antiguidades Judaicas, escritas no primeiro século por Flávio Josefo.

## Relatos bíblicos

### Ministério
Os filhos de Eli, sendo filhos de Belial, iníquos e avarentos, Samuel ministrou diante de YHWH em seu lugar, sendo um rapaz cingido de um éfode de linho. Ao crescer, Samuel conquistou um favor cada vez maior com YHWH e com os homens. Como ele foi chamado por YHWH é relatado da seguinte forma:

Eli, velho e obscuro da visão, tinha deitado para dormir, como Samuel, no Templo de YHWH (Deus), onde estava a Arca. Então YHWH (Deus) chamou Samuel! E Samuel respondendo: Aqui estou eu! (Samuel, pensando que Eli o convocou, correu para ele explicando que ele tinha vindo em obediência ao seu chamado) Eli, no entanto, mandou-o de volta ao seu sofá. Três vezes seguidas, Samuel ouviu a convocação e relatou a Eli, por quem ele foi enviado de volta para dormir. Essa repetição finalmente despertou a compreensão de Eli; ele sabia que YHWH (Deus)estava chamando o rapaz. Por isso, aconselhou-o a deitar-se novamente e, se chamado de novo, a dizer: Fala, porque o teu servo ouve! Samuel fez o que ele havia feito. YHWH (Deus)então revelou a ele seu propósito de exterminar a casa de Eli.
Samuel hesitou em informar Eli sobre a visão, mas na manhã seguinte, por solicitação de Eli, Samuel contou o que tinha ouvido (I Samuel 3:1–18). YHWH estava com Samuel e não deixou cair nenhuma de suas palavras no chão. Todo o Israel, desde Dã até Berseba, reconheceu-o como designado para ser um profeta de YHWH; e Samuel continuou recebendo em Xlá revelações que transmitiu a todo o Israel (I Samuel 3:19–21).

### Como Juiz
Durante a guerra com os filisteus, a Arca foi tomada pelo inimigo. Depois que sua mera presença entre os filisteus lhes trouxe sofrimento, foi devolvida e levada para Quiriate-Jearim. Enquanto estava lá, Samuel falou aos filhos de Israel, chamando-os para voltarem a YHWH e afastar-se de deuses estranhos, para que fossem libertados das mãos dos filisteus (I Samuel 7:2 e segs.). A prova chegou em Mispá, onde, ao chamado de Samuel, todo o Israel havia se reunido, sob a promessa de que ele oraria a YHWH por eles, e onde eles jejuariam, confessariam e seriam julgados por ele (I Samuel 7:5–6). Antes dos filisteus atacarem, Samuel pegou um cordeirinho e ofereceu-o por um holocausto inteiro, chamando YHWH para pedir ajuda; quando os filisteus se reuniram em batalha YHWH trovejou com um grande trovão sobre eles, eles foram feridos diante de Israel. Como memorial da vitória, Samuel ergueu uma pedra entre Mispá e Xen, chamando-a de Ebenezer (= até aqui o Senhor nos ajudou). Esta derrota esmagadora manteve os filisteus em cheque todos os dias de Samuel (I Samuel 7:7–14).
Na qualidade de juiz, Samuel ia a cada ano em circuito para Betel, Gilgal e Mispá, mas morava em Ramá, onde construiu um altar (I Samuel 7:15 e segs.). Quando envelhecera e estava pronto para entregar seus deveres a seus filhos, nem Ioel, o primogênito, nem Avias, o segundo, se mostraram dignos; eles se desviaram após ganhos desonestos, aceitando subornos (I Samuel 8:1–4). Isso induziu os anciões a irem a Ramá e pedir a Samuel que lhes dessem um rei, assim como todas as outras nações tinham reis. Samuel irou-se, mas, depois de orar a YHWH e receber a orientação divina de ceder, ele concordou, depois de proferir um discurso poderoso descrevendo o despotismo que eles e seus descendentes estavam prestes a presenciar; esse discurso, mesmo assim, o povo não se afastou de seu propósito (I Samuel 8:3 e segs.).
Em meio à crise, Samuel encontrou-se com Saul, que veio consultá-lo, o vidente, sobre algumas gorjetas perdidas. YHWH já o havia informado da vinda de Saul e lhe havia ordenado que ungisse como rei o visitante. Quando Saul lhe perguntou o caminho até a casa do vidente, Samuel revelou sua identidade ao benjamita e ordenou-lhe que fosse com ele à refeição sacrificial no lugar alto, para o qual cerca de trinta pessoas haviam sido convidadas. Mostrou grande honra a Saul, que ficou surpreso e incapaz de reconciliar essas marcas de deferência com sua origem e posição humildes. Na manhã seguinte, Samuel o ungiu, dando-lhe sinais que, tendo ocorrido, mostrariam que YHWH estava com ele, e o ordenando que prosseguisse até Gilgal e esperasse a sua aparição (Samuel) lá (I Samuel 9:1-I Samuel 10:1–9).

### Com Saul
Em preparação para a instalação de Saul, Samuel convocou o povo em Mispá, onde a unção privada de Saul foi confirmada por sua escolha por sorteio (I Samuel 10:17–24). Samuel também é relatado como tendo participado ativamente na coroação de Saul em Gilgal (I Samuel 11:12–15). Ele aproveitou a oportunidade para ensaiar diante do povo sua própria vida e assegurar seu reconhecimento de sua probidade. Após uma advertência solene ao povo para ser leal a YHWH, Samuel, como um sinal de que a exigência de um rei era fundamentalmente iníquo, provocou trovões e chuvas, que tanto impressionaram as pessoas que imploraram a ele que interceda com YHWH por elas, que nós não morremos. Samuel transformou a ocasião em uma lição solene sobre quais seriam as penalidades pela desobediência (I Samuel 12:1–25).
Em Gilgal veio uma ruptura com Saul porque, na ausência de Samuel, o rei ofereceu o holocausto. Samuel então anunciou que a dinastia Saul não deveria continuar no trono (I Samuel 13:8–14). No entanto, Samuel enviou Saul para realizar o extermínio de Amaleque. Mais uma vez, Saul provou ser refratário, poupando o Agague, (o rei amalequita), os rebanhos e tudo o que era valioso. Então a palavra de YHWH chegou a Samuel, anunciando o testemunho de Saul do trono. Encontrando Saul, Samuel declarou sua rejeição e com sua própria mão matou o Agague (I Samuel 15:1–35). Isso levou à separação final de Samuel e Saul (xv 34-35). Luto por Saul, Samuel foi convidado por YHWH para ir a Ixai, em Bite-Lahã, escolher um dos seus filhos para ser rei em vez de Saul (I Sameul 16:4).
Temendo que Saul pudesse perceber a intenção, Samuel recorreu à estratégia, fingindo ter ido a Belém para sacrificar. Na festa do sacrifício, depois de ter passado em revista os filhos de Jessé, tendo descoberto que nenhum dos presentes era o escolhido por YHWH, Samuel ordenou que o jovem Davi que estava fora observando as ovelhas, fosse chamado. Assim que Dud apareceu, YHWH ordenou que Samuel o ungisse, depois que Samuel retornou a Ramá (I Samuel 16:5–13).

### Com David
Nada mais é dito sobre Samuel até a fuga de David para ele em Ramá, quando ele acompanhou seu amigo fugitivo para Naiot. Lá, através da intervenção de Samuel, os mensageiros de Saul, como fez mais tarde o próprio Saul, tornaram os profetas antes de Samuel (I Samuel 19:18–19 e 22-23). O final de Samuel é contado em uma nota muito breve: «Samuel morreu; e ajuntou-se todo o Israel, e lamentou-o, e sepultou-o em sua casa em Ramá. David levantou-se e desceu ao deserto de Parã.» (I Samuel 25:1). Mas após sua morte, Saul, através da bruxa de En-Dor, chamou Samuel de seu túmulo, apenas para ouvir dele uma previsão de seu destino iminente (I Samuel 28:3 e segs.).
Em I Crônicas 26:28 Samuel, o vidente, é mencionado como tendo dons dedicados ao Santuário. Ele é novamente representado em I Crônicas 11:3 como tendo, em nome de YHWH, anunciado a subida de David ao trono. Acredita-se ainda que ele tenha ordenado os porteiros nos portões (I Crônicas 9:22). No relato bíblico, Samuel aparece o fundador do reino e o legítimo ofertante de sacrifícios nos altares. De fato, I Crônica 6:28 faz dele um descendente levíta. De acordo com I Samuel 9:9, os profetas que precederam Samuel foram chamados videntes, enquanto parece que ele foi o primeiro a ser conhecido como profeta. Ele era o homem de Deus (I Samuel 9:7–8), foi aceito pelo povo por ser capaz de revelar o paradeiro de animais perdidos. Em seus dias havia escola de profetas ou, mais propriamente dito, bando de profetas. Pelo fato de que esses bandos são mencionadas em conexão com Gibeá (I Samuel 10:5–10), Jericó (II Reis 2:5), Ramá (I Samuel 19:18 e segs.), Bet'el (II Reis 2:3) e Gilgal (II Reis 4:38)—pontos centrais da trajetória de Samuel—a conclusão parece bem assegurada de que foi Samuel quem os convocou.
Nos Atos dos Apóstolos (Atos 13:20), Samuel aparece como o último dos Juízes e o primeiro verdadeiro profeta em Israel (Atos 3:24; xiii; 20; Hebreus 11:32), enquanto uma interpretação em II Crônicas 35:18 conecta seu tempo com uma das mais memoráveis celebrações da Páscoa.
O Antigo Testamento não fornece dados cronológicos sobre sua vida. Se o relato de Josefo (Ant. Vi. 13, § 5) for considerado, Samuel oficiou doze anos como juiz antes da coroação de Saul. E o ano era 1095 a.C.; o que é comumente aceito como o da ascensão de Saul ao trono.

## Judaísmo

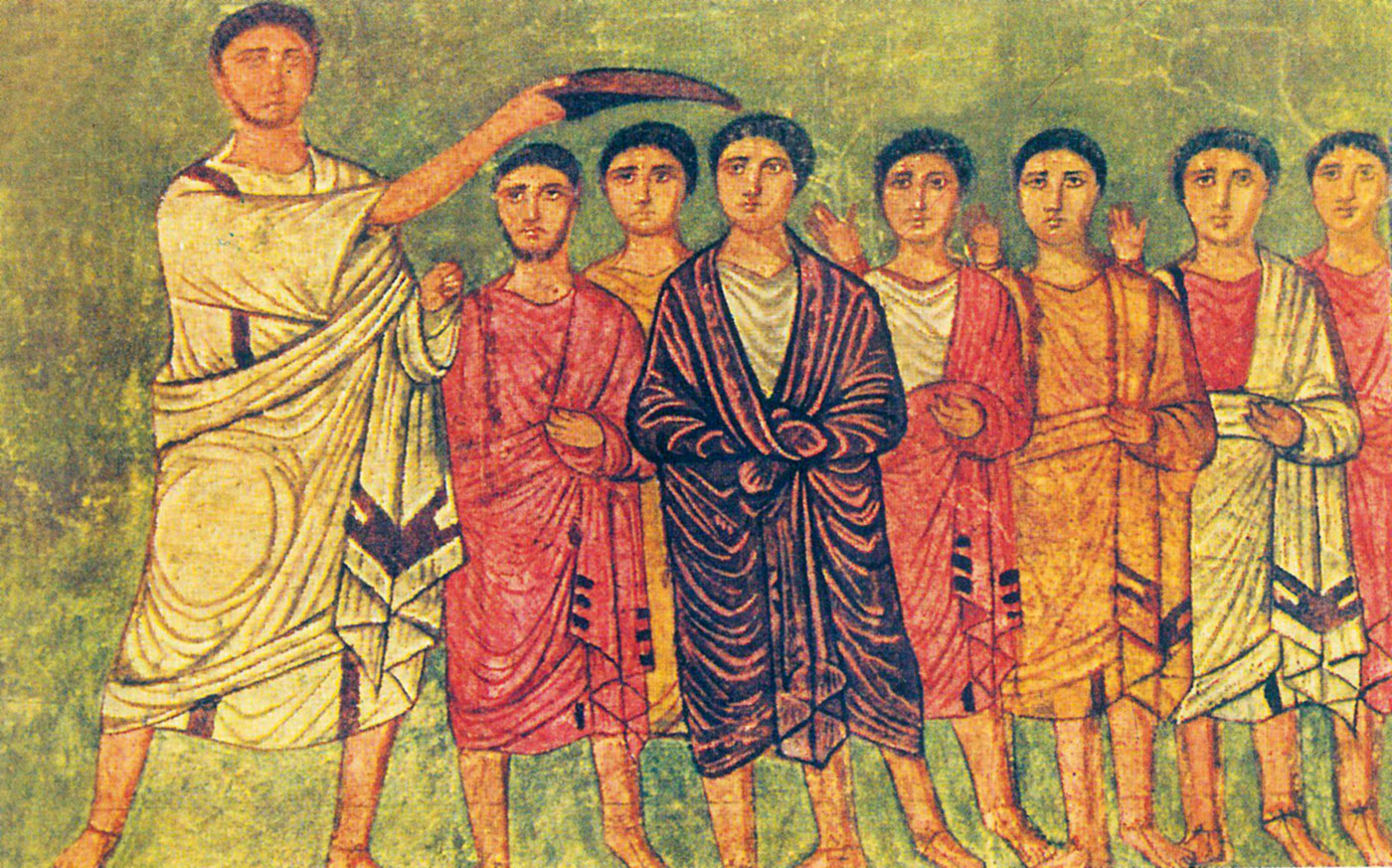
Samuel unge David como rei. Sinagoga de Dura Europo (século III)

Exceto pela tradição judaica e pela Bíblia, não há muitas fontes disponíveis sobre a sua existência. Portanto, é a partir dos livros que levam seu nome que se conhece sobre sua vida e sua importância na história de Israel.

### A promessa de Ana
A história bíblica refere que Ana, mãe de Samuel, sofria de esterilidade, o que lhe era motivo de grande humilhação, já que Penina, a outra esposa de seu marido Elcana, tinha dez filhos.
Certa vez durante os dias do sacrifício anual ao Senhor, Ana, humilhada por Penina sua rival, se pôs a orar com grandes dores no templo. Sentindo-se amargurada, Ana orou com lágrimas e fez um voto com Deus, prometendo que seu filho seria um nazireu e serviria no templo. Porém, os seus lábios mexiam-se ao ponto do levita Eli a repreender achando que ela estivesse embriagada.
Ana, ao ser advertida pelo sacerdote defende-se dizendo que não havia provado vinho ou qualquer bebida forte, mas que estava derramando seu coração ao Senhor por estar muito aflita. O sacerdote se compadece dela e lhe abençoa dizendo: "Vai em paz; e o Deus de Israel te conceda a petição que lhe fizeste."
Vemos no decorrer do livro de I Samuel, capítulo 1, vers. 10, a afirmação de que "ela ora e chora", fazendo um voto de que, dando-lhe Deus um filho, ela o entregaria nas mãos Dele. Segundo a própria Bíblia, Ana conheceu a seu marido, e Deus se lembrou dela.
Então, conforme o pedido de Ana, Deus lhe deu Samuel como filho, e ela cumpriu a promessa, entregando-o, logo que Samuel foi desmamado, a Eli.
O que se observa na história de Ana, que é muito admirável, é seu sofrimento e grande humilhação que passara por ser estéril ("o Senhor lhe tinha cerrado a madre"). Porém, com uma fé inabalável e uma vida totalmente dependente de Deus, Ana foi exaltada, demonstrando que, quando se busca ao Senhor de todo coração, Ele responde, e no tempo certo.

### Entregue ao templo
Samuel, assim que foi desmamado, foi entregue ao sacerdócio, "ministrava perante o Senhor" (I Samuel 2:18). Existe alguma ambiguidade nas opiniões no que diz respeito ao tipo de trabalho que Samuel efetuava no Templo. Existe quem defenda que este foi entregue ao templo com voto de Nazireu.

### Nomeado profeta
Samuel era conhecido como correto, ao contrário do que se dizia dos filhos de Eli, que cometiam sacrilégios, e haviam sido amaldiçoados.
O relato no início do "Primeiro livro de Samuel conta de uma profecia de um profeta desconhecido, dizendo a Eli que Deus já havia escolhido um novo sacerdote para tomar seu lugar (que seria, portanto, Samuel).
Ainda na juventude, Samuel começou a manifestar dons proféticos, sonhando com palavras e visões divinas. Sua primeira profecia constava da confirmação de que Eli e seus filhos seriam retirados do sacerdócio.

### A morte de Eli

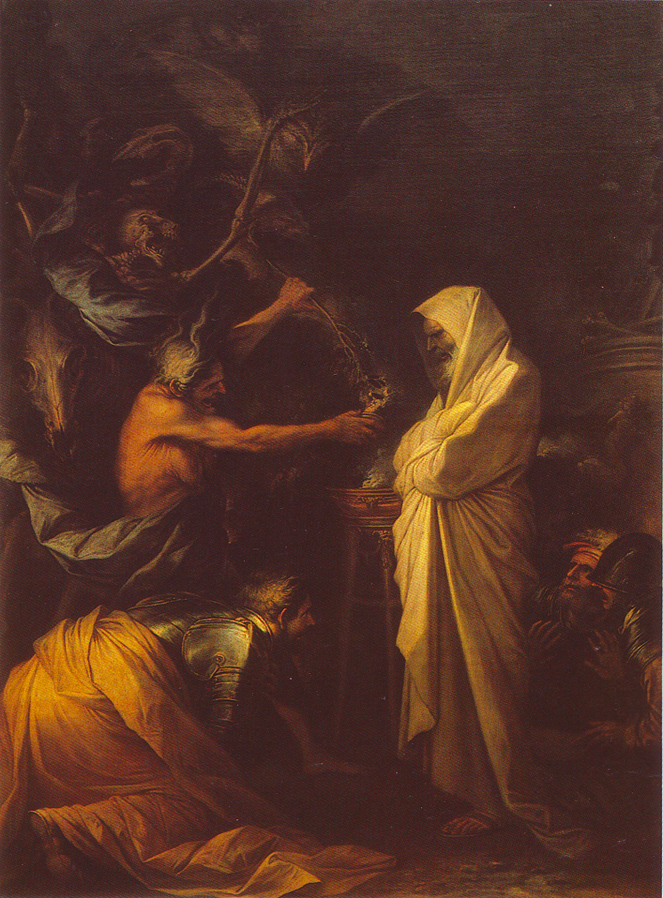
O Espírito de Samuel aparece a Saul, por Salvator Rosa (c. 1668).

Os filisteus invadiram e venceram Israel, e capturaram a Arca da Aliança. No processo, os filhos de Eli, Hofni e Finéias morreram, e fazendo ele menção da arca de Deus, caiu da cadeira onde estava sentado, quebrando seu pescoço e assim morrendo, cumprindo a profecia de Samuel, confirmando-o como portador da palavra divina.
Samuel reaparece apenas 20 anos depois, quando a Arca já havia sido devolvida e encontrava-se em Quireate-Jearim, como uma figura de primeira importância junto ao povo. Sua orientação teria causado a vitória de Israel sobre os filisteus. Samuel aparece realizando sacrifícios, e diz-se que "julgava a Israel" (I Samuel 7:15), dando a entender que se tratava de um juiz. Samuel fez de seus filhos, Joel e Abias, Juízes de Israel também, embora não seguissem os passos de seu pai. (I Samuel 8:1)
A orientação de Samuel parece ter tido grande importância para os israelitas, que o viam tanto como sacerdote e profeta, como juiz e administrador. Em sua velhice, representantes do povo vieram lhe pedir que escolhesse um rei para governar Israel, visto que seus filhos não estavam qualificados para seguir como juízes. Samuel desaprovou o pedido, acreditando que o povo de Israel deveria estar sujeito somente a Deus e não a qualquer rei mortal. Samuel teria consultado a Deus antes de confirmar a demanda, alertanto os israelitas quanto aos direitos de um rei sobre seus súditos e suas terras e do despotismo que eles e seus descendentes poderiam (e posteriormente de fato) teriam de lidar.
Pouco tempo depois, o jovem Saul, da Tribo de Benjamim, veio ao encontro de Samuel. Um dia antes, Deus revelara ao velho profeta que Saul seria ungido rei. No dia seguinte, Samuel assim o fez, e o orientou para que visse sinais e os seguisse, e Saul os seguiu. Samuel convocou representantes de todo Israel a Mispa e declarou publicamente o jovem benjamita como rei.
Velho e cansado, e com um rei para liderar os israelitas, Samuel se retirou de suas funções. Porém, quando Saul tentou realizar um sacrifício por conta própria, Samuel o repreendeu, e predisse sua queda. Antes da consumação desta profecia, Samuel ainda o orientou a atacar os amalequitas, provavelmente um povo nômade da Península Arábica.
Enquanto Saul começava a enfrentar derrotas em batalha e problemas pessoais, Samuel profetizou a vida de Jessé e seus filhos, e que um deles seria ungido rei de Israel. Samuel ungiu o mais novo, David, e o colocou em contato com Saul (David repreende com autoridade de Deus o espírito mau da parte de Deus que atormentava Saul tocando sua harpa). Este deve ter sido um dos últimos atos de Samuel, que morreu antes que David fosse confirmado rei.

## Discussões

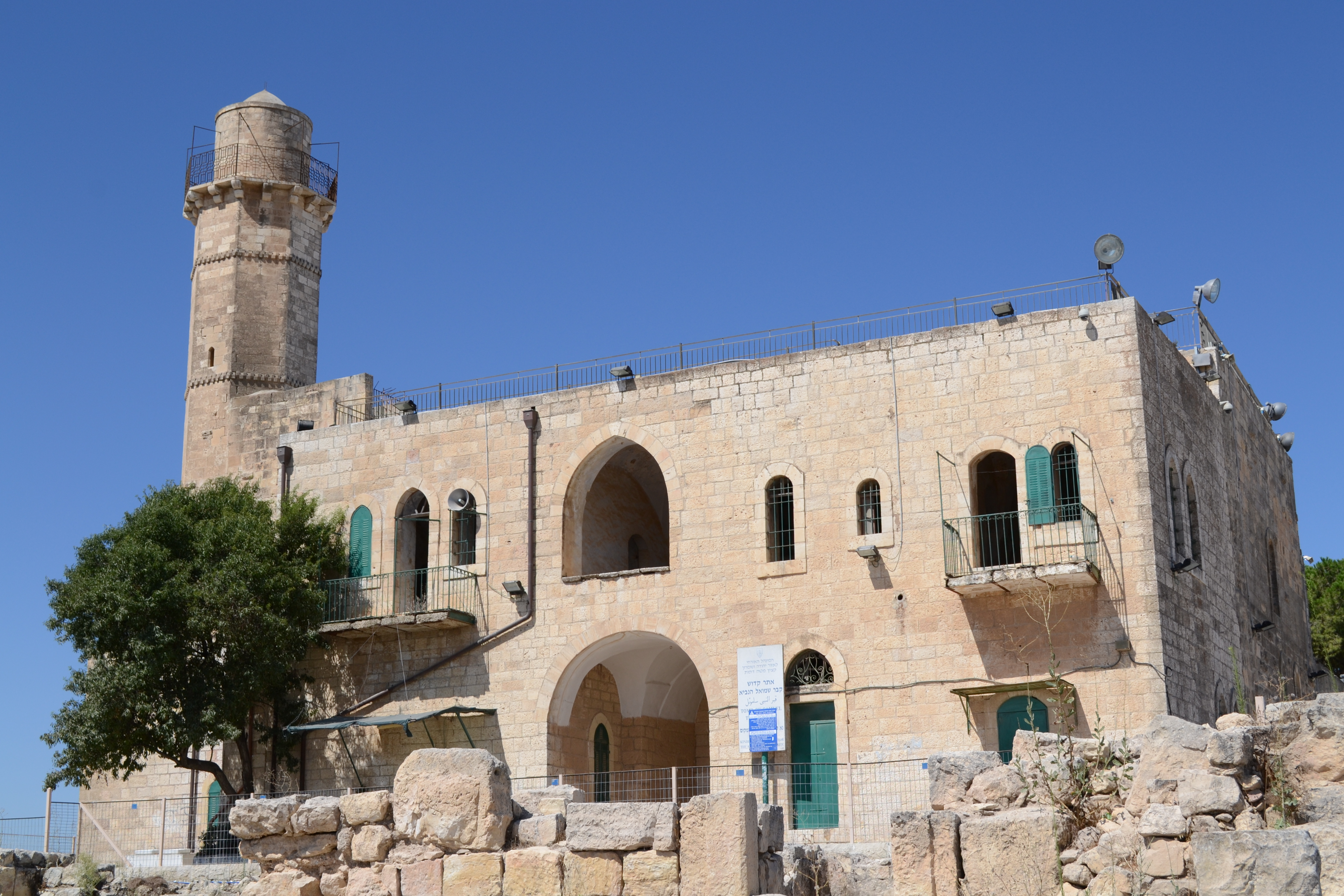
Mesquita do Profeta Samuel, em Nabi Samwil, na Cisjordânia. Reconhecido tradicionalmente como sendo o local da sepultura do profeta.

A ausência de fontes confiáveis extrabíblicas sobre a vida ou os atos de Samuel suscita discussões sobre sua própria existência real. A história de Samuel liga o final do período dos Juízes (quando líderes tribais lideravam isoladamente parte das tribos de Israel contra inimigos específicos, e não havia uma união em torno de um rei) e o início do período monárquico. Estilisticamente, o próprio Samuel é o elo entre os juízes e os reis, sendo o último juiz que ungira o primeiro rei, justificando, norteando, e dando sentido à autoridade real sobre Israel.
O primeiro livro de Samuel parece ter sido escrito no início do período monárquico (durante o reinado de David ou Salomão, pois, quando Israel vence os filisteus, diz-se que "Os filisteus foram abatidos e nunca mais vieram aos termos de Israel" (I Samuel 7:13). Embora mais tarde quando Judá e Israel (ou Samaria) tornaram-se reinos independentes, os filisteus voltaram a atacar com sucesso. Portanto, no momento em que o livro foi escrito, Samuel era uma personalidade ainda recente de sua história - um personagem fictício de tamanha importância localizado em um tempo recente teria tirado toda a credibilidade do relato frente ao povo, o que seria indesejável, pois são os atos de Samuel que fundamentam a existência da própria autoridade real. Esta é a principal evidência de que este personagem tenha realmente existido.
A Samuel, se atribui a "autoria" dos dois livros que levam seu nome, embora o profeta venha a falecer antes do final do primeiro volume. E como seria assim? Bom,o caso é que o segundo livro que leva seu nome ( 'Segundo livro de Samuel') foi uma homenagem de compiladores da Biblia sagrada sobre o livro ,já que Samuel teria morrido muitos anos antes do fim do "segundo livro" ou até do início do mesmo.  Provavelmente quem o -escrevera foi Natã , Gade , ou outro profeta/profetisa ou outro homem ou uma mulher ( como os proprios filhos de Samuel e seus netos)guiado(a)/os pelo Espírito Santo,como a Biblia sagrada fala sobre seus escritores. 
Enfim por ter uma escrita parecida com a do livro anterior (1 Samuel) e por relatar a continuidade da historia do livro anterior, tal livro (2 Samuel) teria sido batizado como  "o Segundo livro de Samuel",como uma homenagem ao grande profeta israelita ,que talvez escrevera somente o início  do primeiro livro que leva seu nome, deixando ser continuada a sua escrita por outrem.
Os titulos dos livros ( "Primeiro livro de Samuel "  , e 
"Segundo livro de Samuel) que levam seu nome foram uma homenagem  e uma marca Espiritual: Samuel= Sh'mo + El , declarando que Deus é que dava Honra , e que Sua Honra é incomparável.  Os titulos destes livros só apareceriam muito depois de serem terminadas as escritas destes.